# Número de Stuart
El número de Stuart (N), también conocido como parámetro de interacción magnética, es un número adimensional de los fluidos, es decir, gases o líquidos.
Se define como la relación entre las fuerzas electromagnéticas y las fuerzas de inercia, que da una estimación de la importancia relativa de un campo magnético en un flujo. El número de Stuart es relevante para los flujos de fluidos conductores, por ejemplo, en reactores de fusión, ruedas de acero o plasmas.

## Definición
El número de Stuart viene definido por la siguiente ecuación:
| Símbolo                      | Nombre                             | Unidad  |
| ---------------------------- | ---------------------------------- | ------- |
| {\displaystyle \mathrm {N} } | Número de Stuart                   |         |
| {\displaystyle \rho }        | Densidad                           | kg / m3 |
| {\displaystyle u}            | Escala de velocidad característica | m / s   |
| {\displaystyle \sigma }      | Conductividad eléctrica            | ohm m   |
| {\displaystyle B}            | Campo magnético                    | T       |
| {\displaystyle L}            | Longitud característica            | m       |

| Símbolo                       | Nombre             |
| ----------------------------- | ------------------ |
| {\displaystyle \mathrm {N} }  | Número de Stuart   |
| {\displaystyle \mathrm {Ha} } | Número de Hartmann |
| {\displaystyle \mathrm {Re} } | Número de Reynolds |